# Templin
Templin – miasto w Niemczech, w kraju związkowym Brandenburgia, w powiecie Uckermark. Liczy około 16,6 tys. mieszkańców.

## Toponimia
Nazwa miasta pochodzi z języka połabskiego, rekonstruowana jako Tąp-lin od psłow. rdzenia *tǫpъ „pniak”. W języku polskim rekonstruowana jest w formie Tęplin.

## Zabytki
- kościół św. Marii Magdaleny
- gotycka kaplica św. Jerzego
- Berliner Tor – dawna brama miejska

## Współpraca
Miejscowości partnerskie:
- Bad Lippspringe, Nadrenia Północna-Westfalia
- Połczyn-Zdrój, Polska

## Galeria

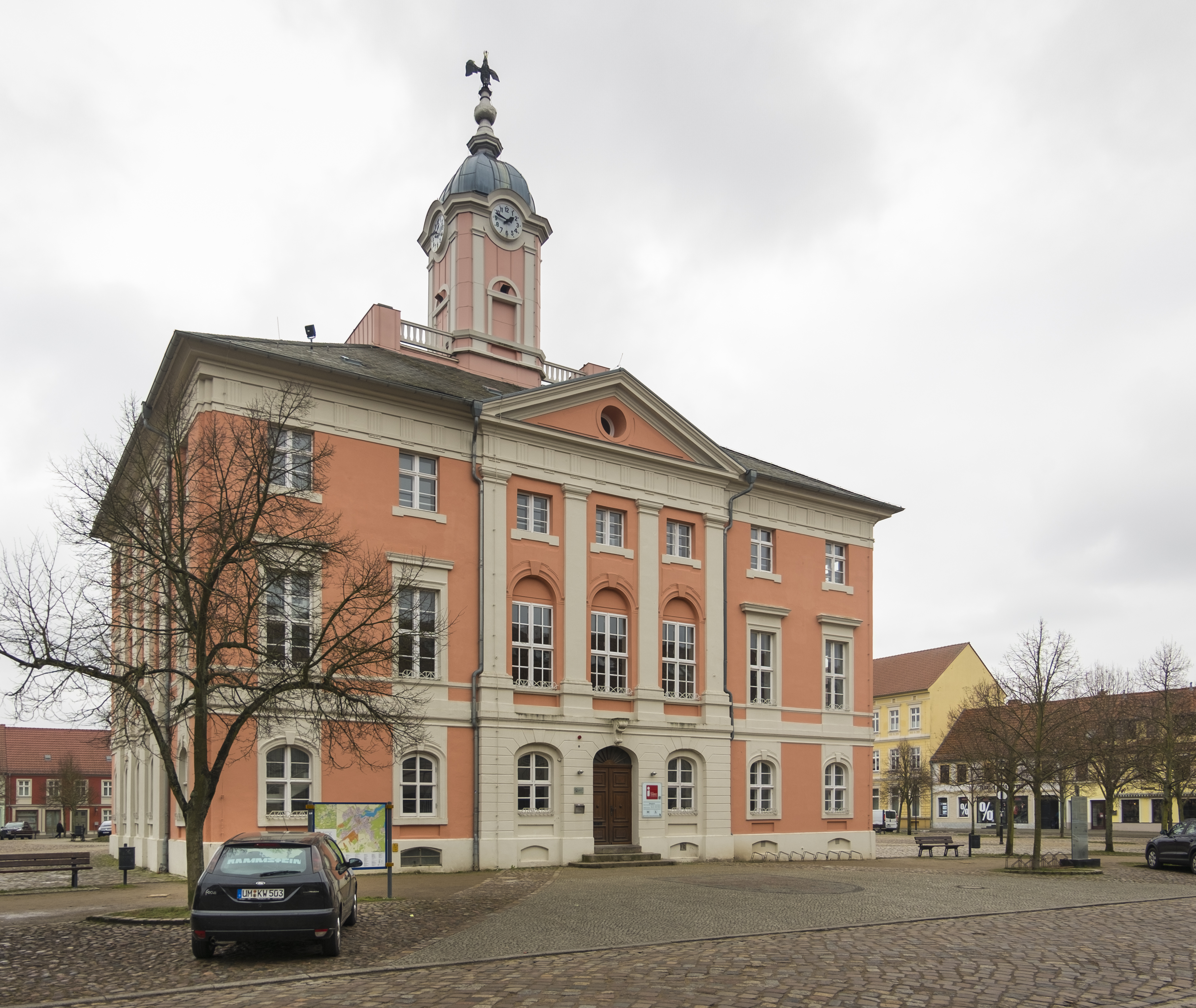
ratusz
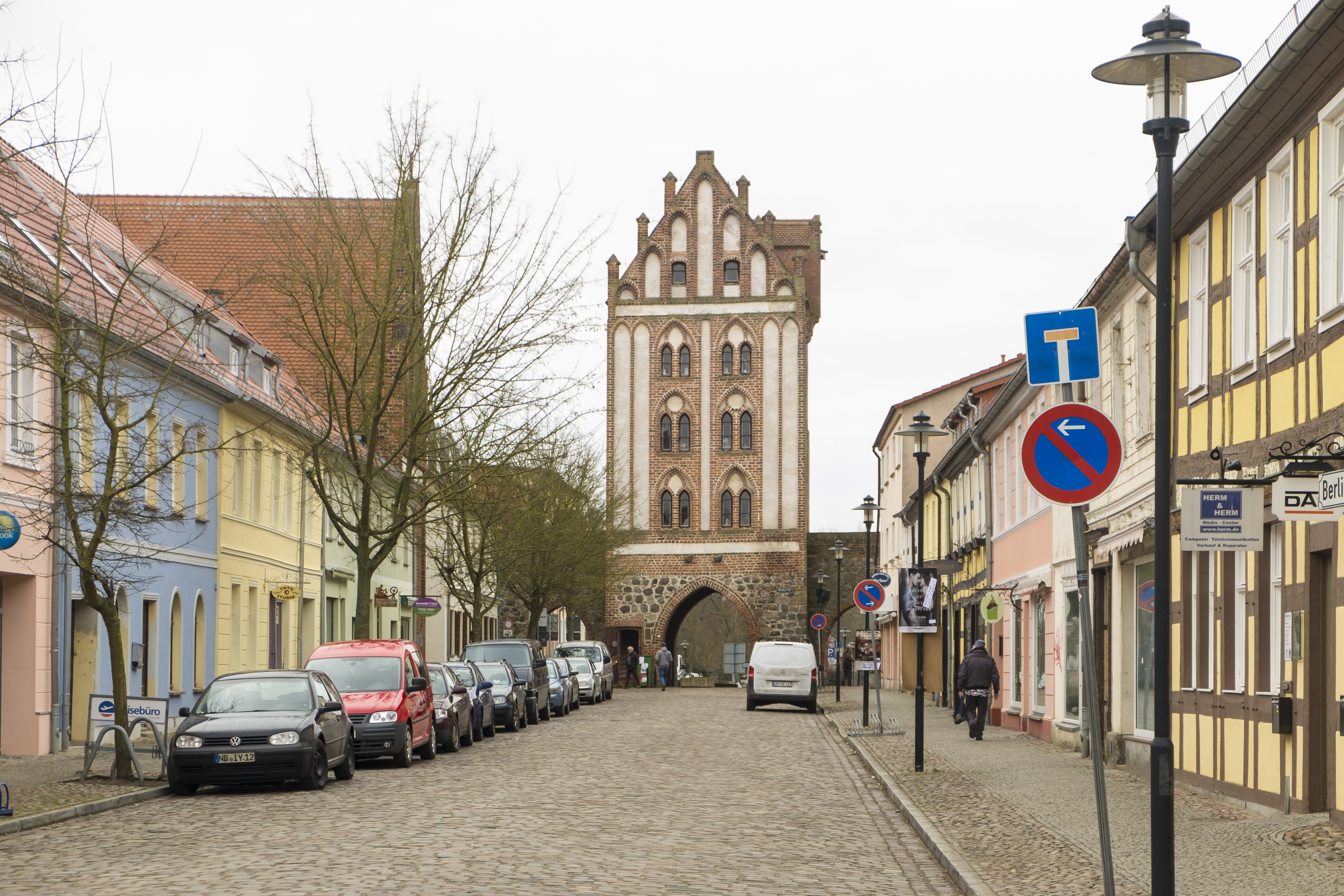
brama miasta-Berliner Tor
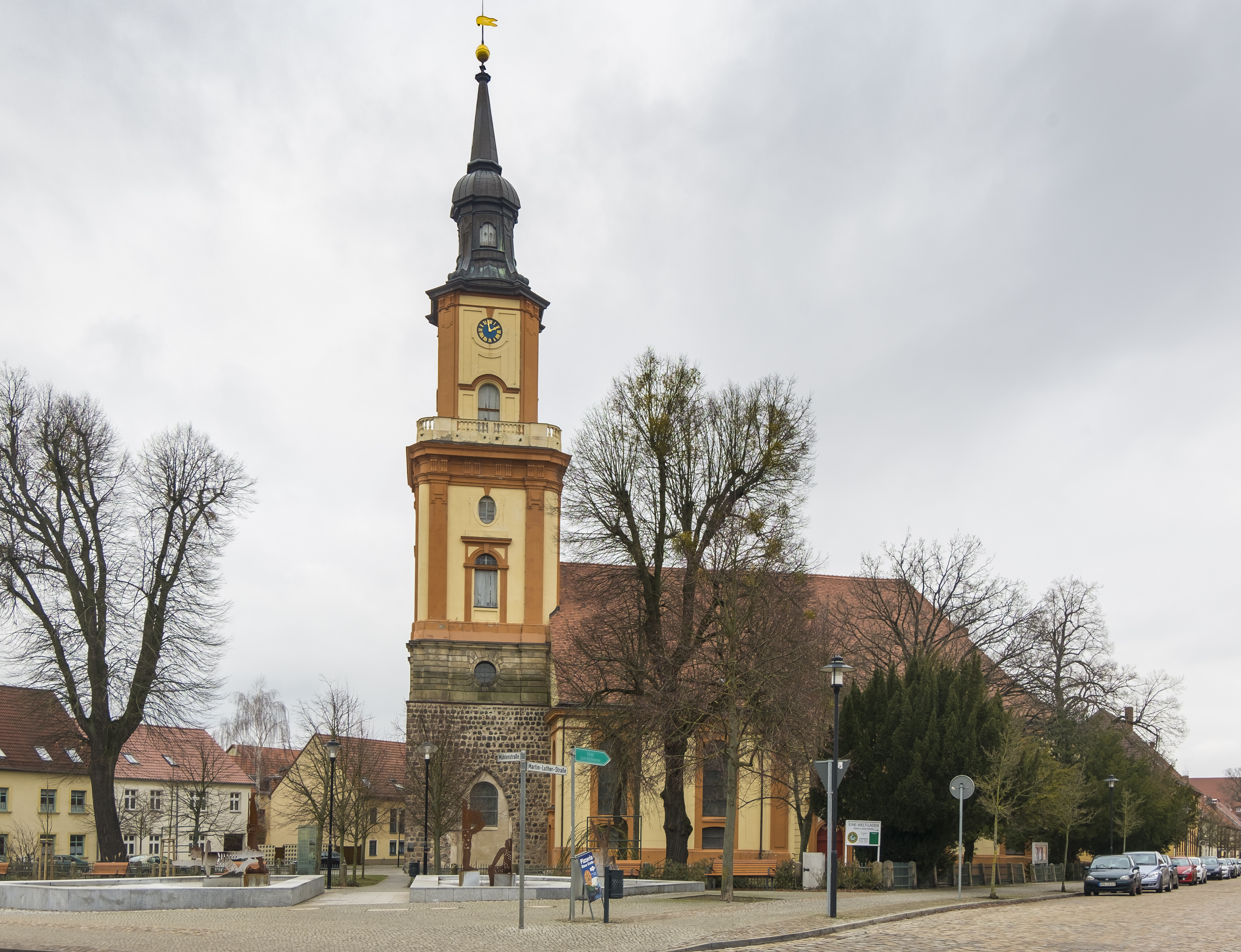
Kościół św. Marii Magdaleny
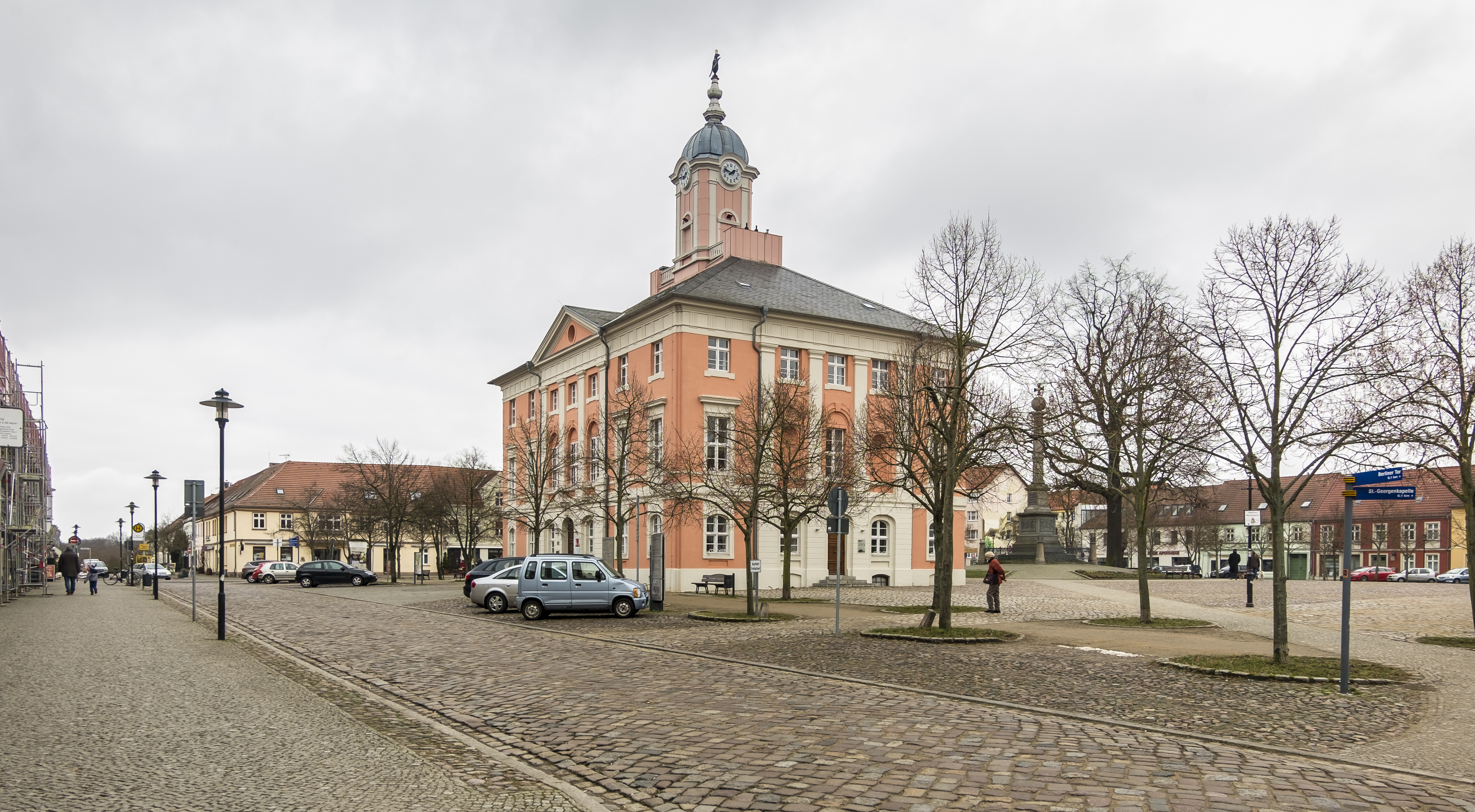
rynek
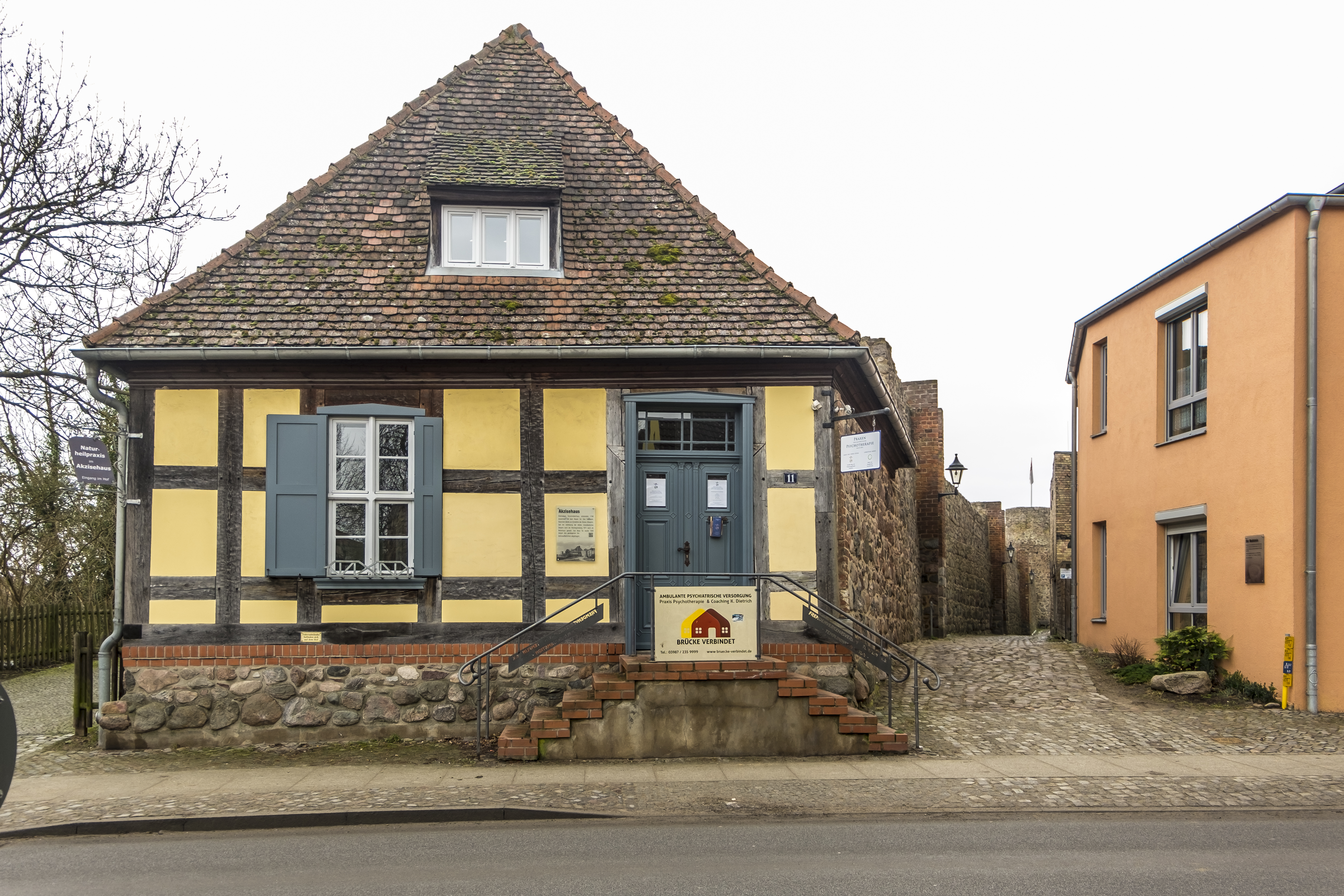
Akzisehaus
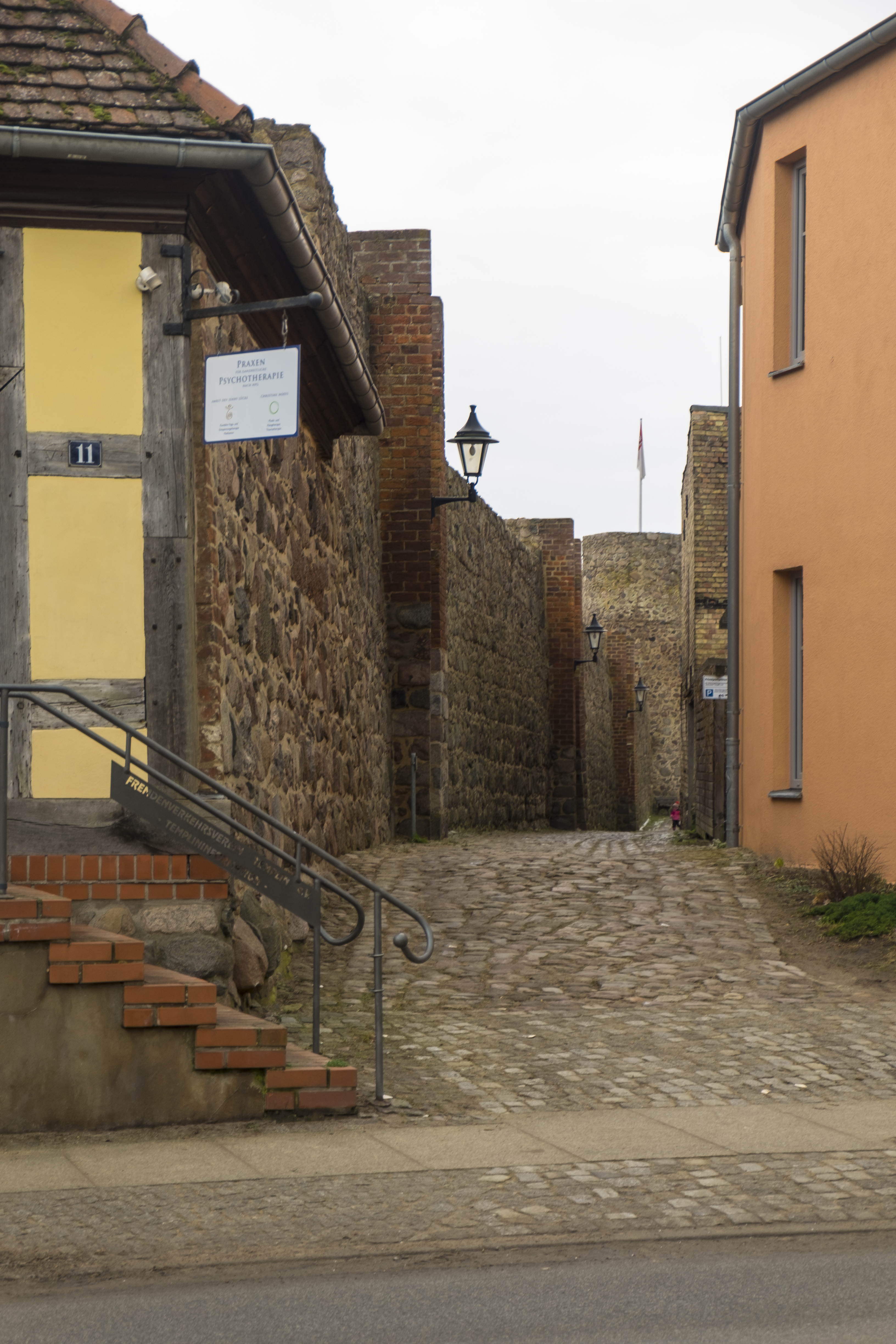
mury miejskie
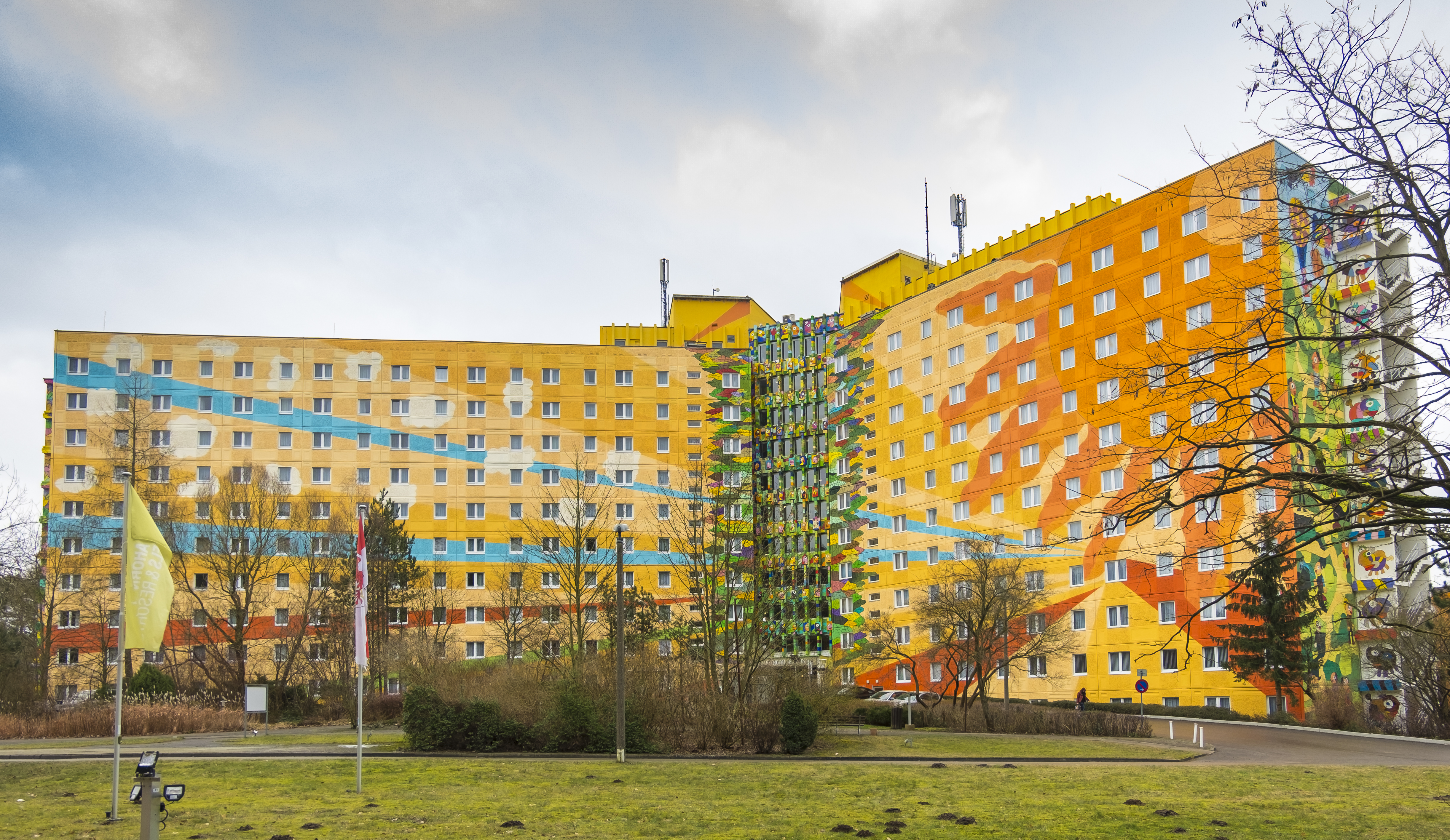
Seehotel Templin